# 大众ID. Buzz
大众ID. Buzz是大众汽车推出的一款純電動多功能休旅车，也是大众汽车首款纯电动多功能休旅车。ID. Buzz是一款复古风格的多功能休旅车，其设计灵感来源于1950年推出的大众2型。
该车最初在2017年北美国际车展上作为概念车亮相。量产车于2022年3月亮相，6月开始生产，同年下半年在欧洲交付。该车型又分为两种版本：一款名为ID. Buzz的五座版和一款名为ID. Buzz Cargo的货运版。美国于2023年6月2日发布，预计于2024年推出长轴距版。
该车型的名称“Buzz”源于巴士的英文词汇“Bus”，因为最初的大众2型通常被称为“大众巴士”。另外“Buzz”也可以指电的声音。

## 历史

### 概念车版本

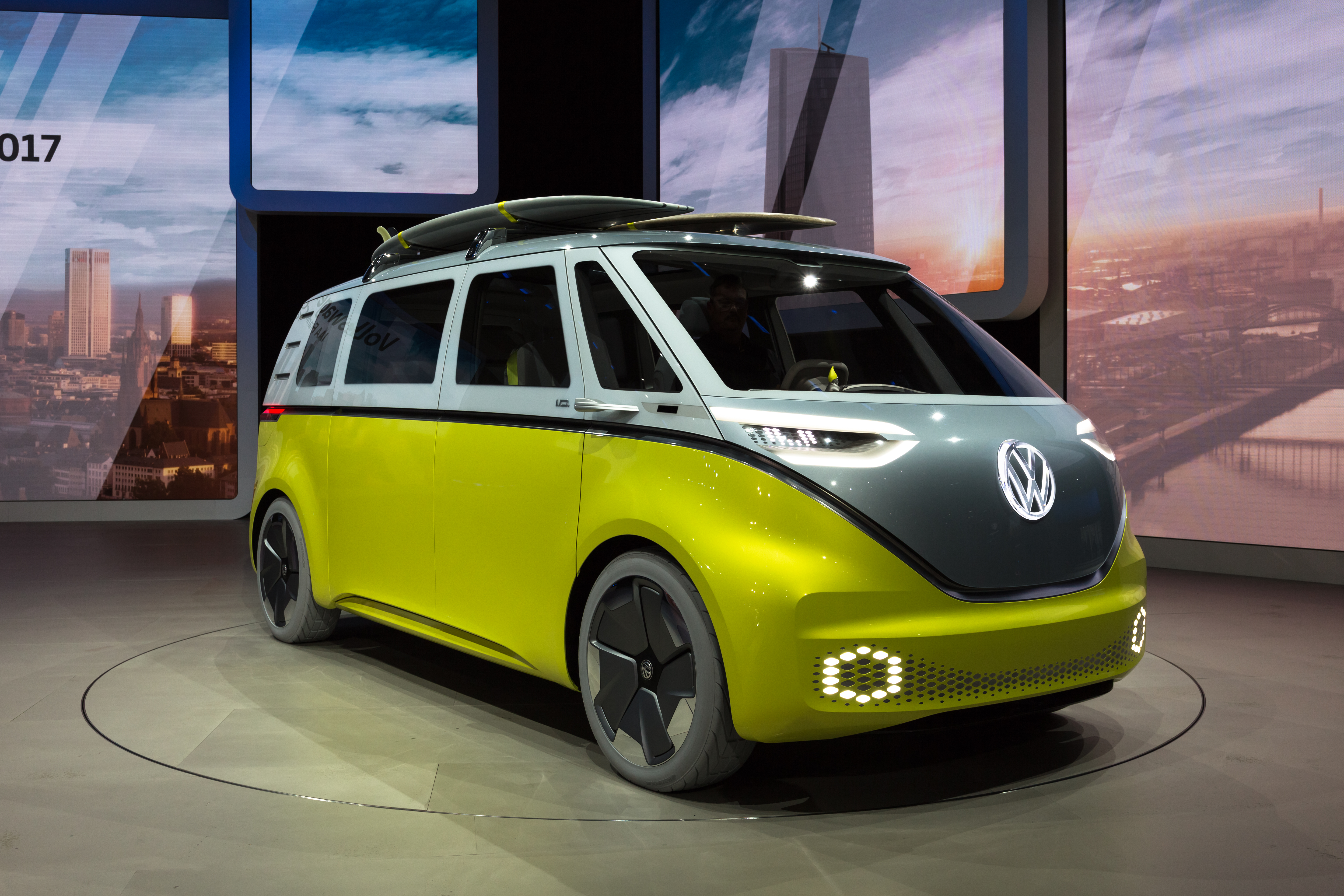
ID. BUZZ概念车，于2017年法兰克福车展

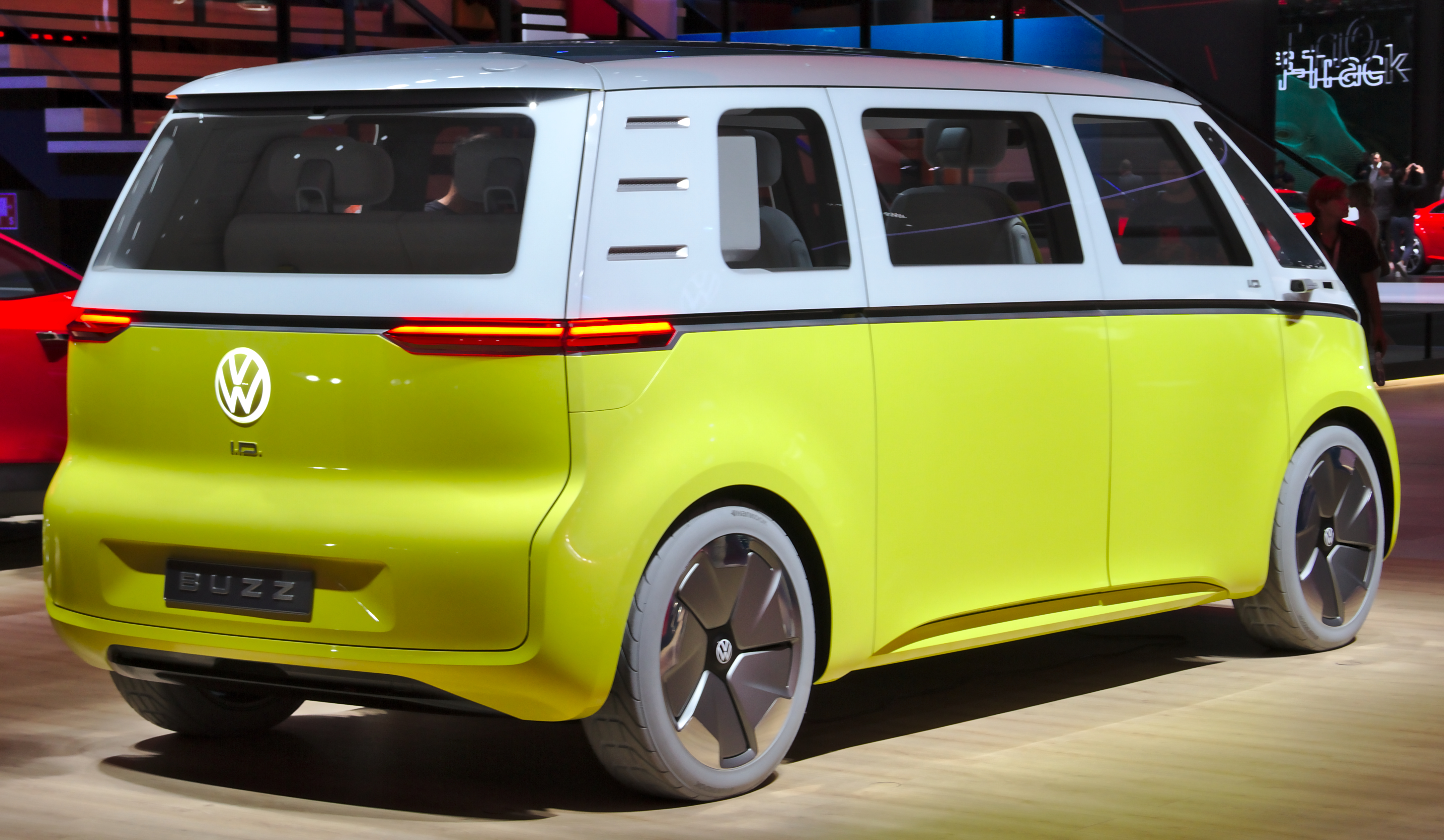
ID. BUZZ 概念车后侧

大众ID. BUZZ概念车于2017年法兰克福车展首次展出。根据其描述表明，该款车型可生产两个版本：一个是高端的275 kW（369 hp）全轮驱动版，前轴和后轴各配备一台电机，配备111千瓦·小時（400焦耳）的电池组；另一个是价格较低的200 kW（268 hp）后轮驱动版，配备83 kWh（300 MJ）的电池组。

#### 货运版
大众ID. BUZZ CARGO概念车于2018年汉诺威商用车展上首次亮相。该款概念车的最大载货量约为800（1,800磅），并使用简化的后驱动力系统。
CARGO概念车原型于2019年10月在美国加利福尼亚州圣莫尼卡、芝加哥和纽约市的耐克商店展出，采用“Blue Ribbon Sports”的复古涂装。Blue Ribbon Sports是耐克的前身。
该概念车首次作为原型车在2017年底特律北美国际车展上亮相，之后于3月的日内瓦车展上亮相。同年8月，汽车媒体成员受邀在蒙特雷汽车周上试驾了这款概念车，同时宣布将推出基于该原型的量产车。

### 量产车版本

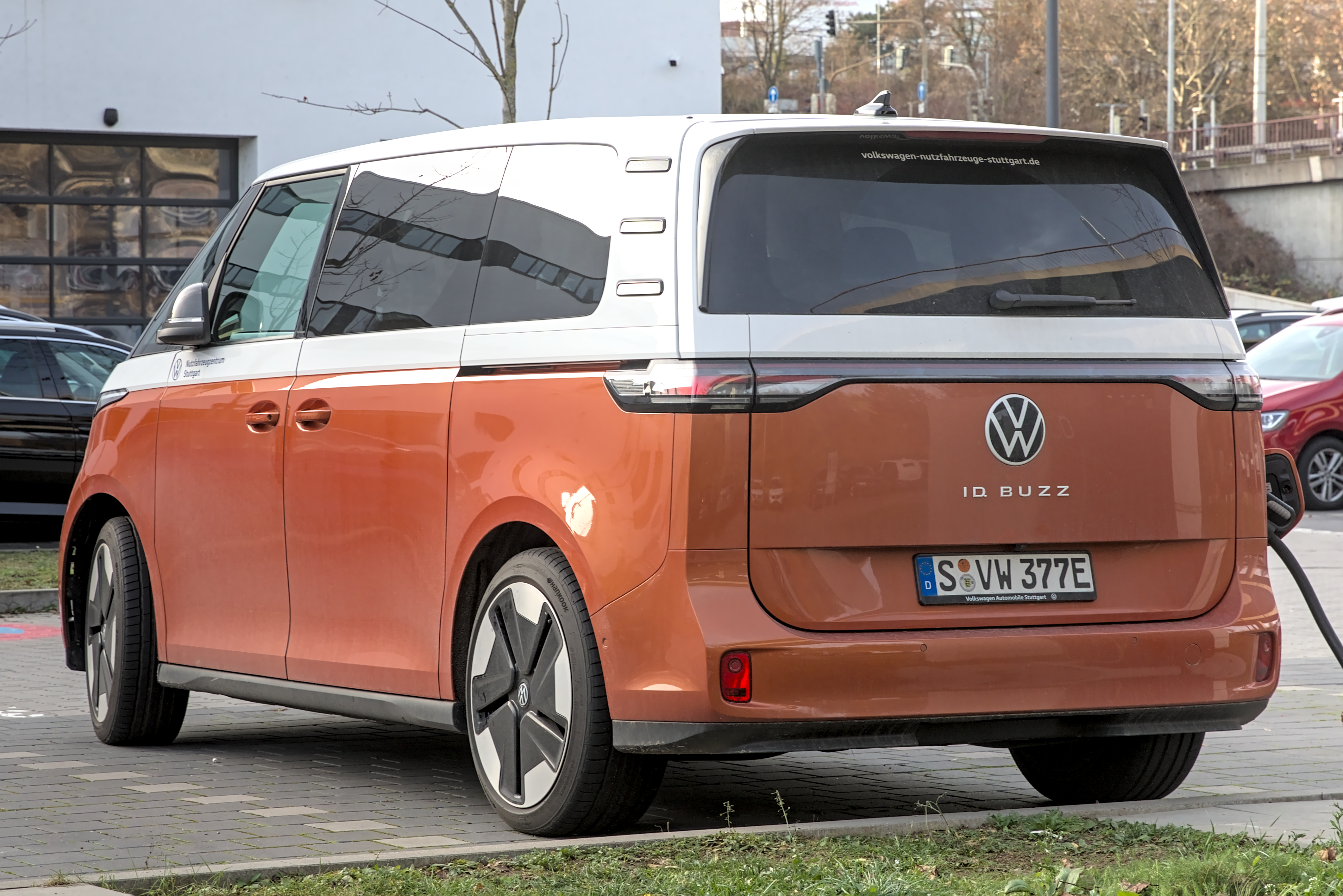
ID. Buzz后侧

由于2017年先后于底特律和日内瓦车展上亮相的ID. Buzz概念车获得了大量正面评价，并引起了消费者的强烈兴趣。为此，大众汽车CEO赫伯特·迪斯于8月宣布，大众将投入生产ID. Buzz的量产版，并于2022年开始销售。
ID. Buzz的量产版本于2022年3月9日首次亮相，其采用大众的MEB平台。ID. Buzz将于2022年下半年在欧洲上市，并于2024年在美国上市。该车在欧洲于五月开放预订，并于六月开始生产，年产能为13万辆。首批交付计划于2022年第三季度进行；第一辆下线的ID. Buzz是Cargo版本，于2022年11月15日交付。
ID. Buzz由大众商用车公司在汉诺威生产。由于之前的ID.系列车辆是在茨维考-摩泽尔工厂生产的，因此汉诺威工厂需要进行改造以适应电动汽车的装配。尽管大众查塔努加装配厂于2021年开始为美国市场生产基于MEB平台的ID.4，但大众集团美国公司首席执行官斯科特·基奥在2022年1月表示，在美国生产ID. Buzz的可能性不大。
ID. Buzz在欧洲将推出两款配置，分别是五座客车版和货车版；另外还将推出一款后轮驱动的短轴距版本。而七座长轴距版本于2023年6月2日在美国加利福尼亚州亨廷頓比奇首次亮相，并将于2024年作为2025年版上市销售，成为美国唯一在售的版本。在澳大利亚，ID. Buzz将于2024年中期与ID.3、ID.4和ID.5同时推出。在中国大陆，ID. Buzz将由上汽大众以进口车的形式引入，其样车于2024年7月进入展厅展示。

## 特征
据产品总监杰弗里·李尔介绍，ID. Buzz的造型选择是“对于那些可能还未经历过1960年代和70年代的人来说，要具有现代感、新鲜感和激动人心”，同时保留大众2型（T1）的元素，包括醒目的前置标识和可选的双色漆。ID. Buzz由时任大众集团设计总监克劳斯·齐乔拉设计。该车乘用版的阻力系数为0.285，货舱版的阻力系数为0.29。

### 外观
ID. Buzz短轴距版的轴距为2,988 mm（117.6英寸），与现款大众TransporterT6的轴距相似；车宽较T6长81 mm（3.2英寸），转弯半径为11.1米（36英尺），与大众高尔夫相近。
ID. Buzz的长轴距版本将轴距和车长分别加长250 mm（9.8英寸）至3,238、4,962 mm（127.5、195.4英寸）；美国版ID. Buzz具有相同的轴距，但车长略短，为4,887 mm（192.4英寸）。ID. Buzz长轴距版有三排座椅，折叠座椅后可容纳最多2,469 L（87.2 cu ft）的货物。与短轴距版相比，长轴距版滑动侧门长190 mm（7.5英寸），方便进入第三排。

### 内饰

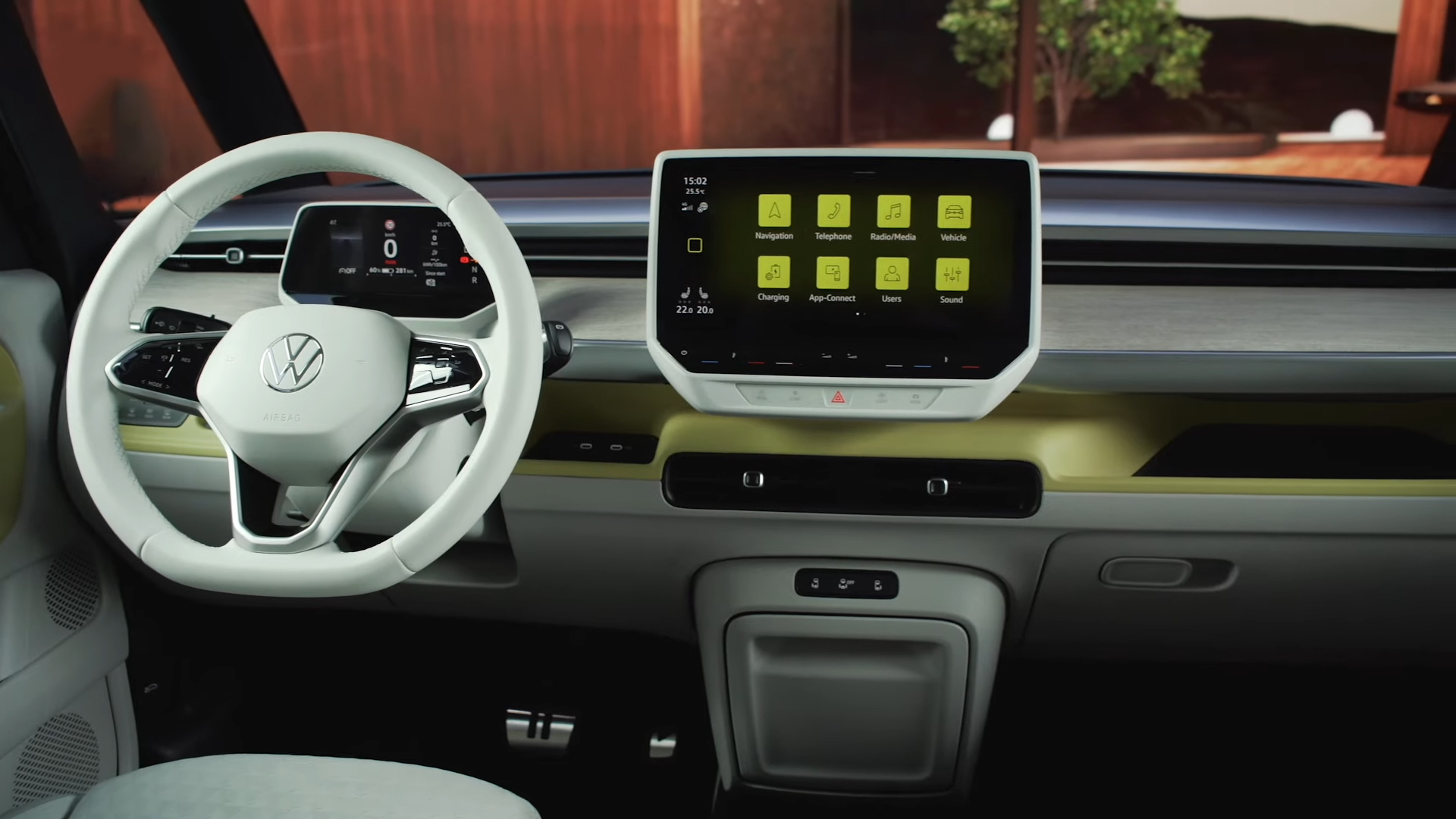
ID. Buzz的内饰

ID. Buzz短轴距后轮驱动版配备五个座位，后排长座椅背后有1,121 L（39.6 cu ft）的载货空间。三排座椅的版本将稍后推出；对于短轴距版，每排有两个座位，总共可容纳六人；而对于长轴距版，中间一排有三个座位，总共可容纳七人。对于五座短轴距后轮驱动版，当第二排座椅折叠时，载货容量可增加至2,205 L（77.9 cu ft）。货运版（ID. Buzz Cargo）仅在第一排设有两到三个座位，并带有固定隔板；该版本的载货容量为3,900 L（140 cu ft）。
该车的座椅表面采用再生塑料，且无皮革座椅可选。该车配备130 mm（5.1英寸）仪表显示板。车载娱乐和气候控制由位于中央的第二屏提供；标配版屏幕尺寸为250 mm（9.8英寸），另有300 mm（12英寸）的屏幕可供选装。美版的显示屏较欧版略大，与ID.7共用330 mm（13英寸）的屏幕。此车另配有8个USB接口。

### 动力系统
ID. Buzz短轴距版配备后轴APP 310电机，输出功率为150 kW（200 hp）和310 N·m（230 lb·ft）。长轴距版配备升级版的APP 550后轴牵引电机，峰值输出功率为210 kW（280 hp）和550 N·m（410 lb·ft）。输出功率的提高源于转子和定子的改进，且由于采用逆变器，APP 550的效率也得到了提高。在2024年还将推出长轴距全轮驱动版本，综合输出功率为250 kW（340 hp）。
短轴距后轮驱动版配备81千瓦时电池，实际可用77千瓦时；预计行驶里程为400—480 km（250—300 mi）。经测试，短轴距后轮驱动货运版的综合能耗为2.93英里/千瓦时（相当于每加仑当量可行驶99英里或每百公里21.2千瓦时）；在WLTP模式下使用77千瓦时电池时，预计续航里程为410—413 km（255—257 mi）。长轴距版则配备有更大的电池，其总容量和净容量分别为91和85千瓦时；在EPA模式下，预计最大续航里程为406—418 km（252—260 mi）。
该车辆使用交流电时充电功率为11 kW，在直流快速充电站充电时功率可达170 kW；以后者为速率，81/77千瓦时电池可在30分钟内从5%充电至80%。该车亦可实现双向V2X供电，可根据需要向电网或家庭供电，尽管预计该功能不会在美国版中实现。预计后期推出的软件更新将允许使用“即插即用”功能，车辆将在通过ISO 15118标准在兼容的直流快速充电站进行自动验证。

## 货运版

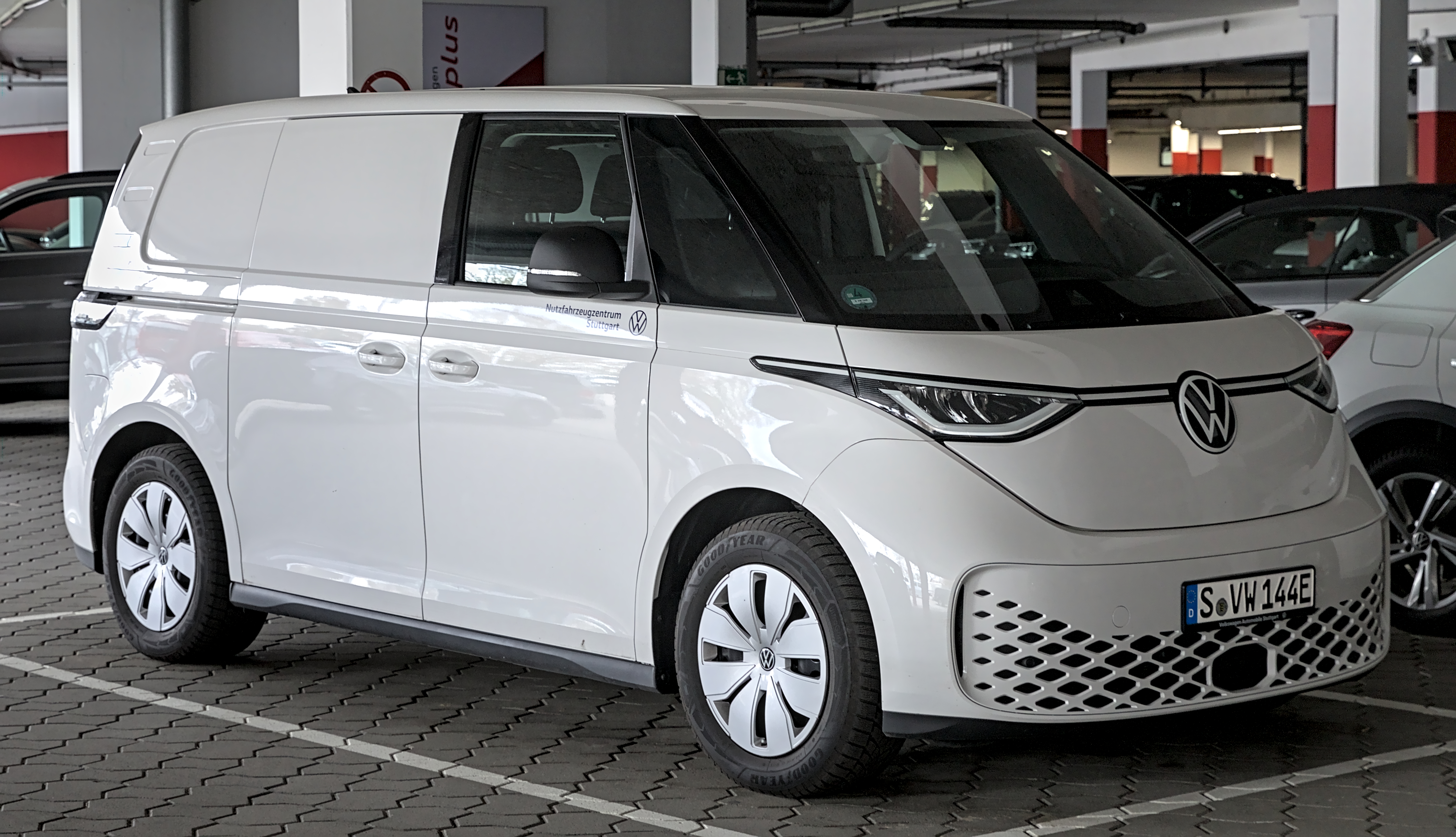
ID. Buzz Cargo

ID. Buzz的货运版（ID. Buzz Cargo）基于短轴距版本研发，其座位数量最少，不设有后窗。车辆后部通过隔板与驾驶室隔开，容积为3.9 m3（140 cu ft），最多可承载两个欧标托盘。根据配置，驾驶室可容纳两人（两个独立的斗式座椅）或三人（双长椅和驾驶员的独立斗式座椅）。
该车配备双侧滑动门，后部可选装后尾门（带窗户）或双翼门（不带窗户）。后尾门选配时，载货区长度为2,208 mm（86.9英寸）；翼门选配时，载货区长度为2,232 mm（87.9英寸）。车内高度和最大车内宽度分别为1,330 mm（52英寸）和1,217 mm（47.9英寸）。车辆可载重重量为3,000（6,600磅），整备重量为2,393—2,408（5,276—5,309磅）；根据配置，该车有效载荷为592—607（1,305—1,338磅）。
2024年3月，欧盟新车安全评鉴协会授予ID Buzz Cargo商用车白金安全评级。该车在AEB车对车、车道支持系统、速度辅助系统和乘员状态监控六个类别中的四个类别中均获得最高水平，总分为83%。

## 未来发展

### ID. California
2021年12月，大众确认ID. Buzz将作为未来房车版本的基础车型，暂定名为ID. California。2023年8月，有媒体报道称该项目因重量问题而被推迟。
相反地，大众目前在欧洲销售基于T6的露营车，即大众加利福尼亚，并于2023年8月推出T7 Multivan“加利福尼亚概念版”（California Concept），计划于2024年推出，包括混合动力车型。

### 自动驾驶
据大众自动驾驶首席执行官亚历克斯·希辛格介绍，ID. Buzz是大众自动驾驶汽车的基础，可用于大众的拼车服务品牌MOIA，与优步展开竞争。MOIA在2018年使用数辆纯电动Multivan T6车辆进行试验后，于2019年4月推出，初期在德国汉堡提供服务。自动驾驶功能是“I.D. Pilot”模式的一部分，预计将于2025年推出。
2021年，量产ID. Buzz的后期原型版本配备了Argo AI的自动驾驶汽车硬件和软件，以便在慕尼黑的公共道路上以及慕尼黑机场附近的公司私人测试跑道上进行测试。此前在2019年，大众曾向Argo投资26亿美元，作为与福特汽车公司合作开发自动驾驶汽车的一部分。2022年10月26日，随着Argo宣布结束运营，大众表示将与博世和地平线机器人公司合作开发自动化技术。

## 历年产量
| 年份 | 产量   |
| ---- | ------ |
| 2022 | 11,013 |
| 2023 | 35,272 |